# Tupperware
Tupperware (Standarddeutsch [ˈtʊpɐˌva:ʁə], auch ursprünglich [ˈtʌpəwæɹ]) ist ein Markenname, unter dem das gleichnamige US-amerikanische Unternehmen mehrheitlich aus Kunststoff bestehende Küchen- und Haushaltsartikel sowie auch Kosmetik- und Körperpflegeprodukte vertreibt.
Im September 2024 stellte Tupperware in den Vereinigten Staaten einen Antrag auf ein Insolvenzverfahren. Im November 2024 meldete auch das deutsche Tochterunternehmen Insolvenz an und stellte im Januar 2025 die Geschäftstätigkeit ein.

## Unternehmensgeschichte

### Startphase
Das Unternehmen wurde 1938 von dem Chemiearbeiter Earl Silas Tupper, dem Sohn eines Farmers und einer Wäscherin, als Earl S. Tupper Company in Leominster, Massachusetts gegründet. Tupper hatte keine einschlägige Ausbildung, sondern hat wie sein Vater zunächst in der Landwirtschaft gearbeitet. Mit einer ersten eigenen Geschäftsidee scheiterte er. Beim Chemiekonzern DuPont lernte Tupper den Kunststoff Polyethylen (PE) kennen. Gegenstände aus Kunststoff sind leicht, unzerbrechlich, flexibel und einfacher herzustellen als die in den damaligen Haushalten üblichen Behälter aus Metall, Glas oder Porzellan.
PE lässt sich beliebig einfärben und ist weitgehend geschmacks- und geruchsneutral.
Tupper stellte zunächst Perlen, Plastikbehälter für Zigaretten und Seife her. 1944 wurde das Unternehmen in Tupper Plastic Company umbenannt und erhielt nach dem Eintritt der Vereinigten Staaten in den Zweiten Weltkrieg einige lukrative Aufträge von den US-Streitkräften, Teile für Gasmasken und Signallampen zu fertigen.

### Einsetzender Erfolg und Inhaberwechsel
Nach dem Krieg entwickelte Earl Tupper Kunststoffprodukte für den wachsenden Haushaltsmarkt. Eines der ersten zivilen Produkte, die er 1946 auf den Markt brachte, war die wonderlier bowl, die „Wunderschüssel“, eine luft- und wasserdichte Vorratsdose mit Sicherheitsverschluss, in der sich Lebensmittel länger frisch hielten. Das war in einer Zeit, in der ein Kühlschrank noch nicht zur regulären Kücheneinrichtung gehörte, ein revolutionäres Produkt zur Lagerung von leicht verderblichen Lebensmitteln.
Tupperware-Verkäuferin Brownie Wise, die das Konzept der Tupperpartys erfand, wurde mit der Zeit zur Leiterin der Verkaufsabteilung und zur Vizepräsidentin von „Tupperware Home Parties“. Sie setzte auf eine starke emotionale Bindung der Kunden und Verkäufer an die Marke Tupperware. Da sie aufgrund ihres Erfolges relativ freie Hand hatte, veranstaltete sie jedes Jahr eine große Party für alle Verkäufer, am Ende im Wert von damals 48.000 Dollar. Earl Silas Tupper befürchtete, dass die Bindung der Verkäufer Wise galt und nicht den Produkten, und entließ Wise 1958 ohne offizielle Begründung. Keiner der 2000 anwesenden Verkäufer folgte Wise zu ihrem neuen Kosmetik-Vertrieb. Anschließend ließ Tupper Wise aus der Unternehmenschronik tilgen. Der Gründer zog sich noch im gleichen Jahr aus dem aktiven Geschäft zurück und verkaufte das Unternehmen für 16 Millionen US-Dollar an Justin Dart von der Rexall Drug Company.
In Deutschland wurde zuvor ein der Tupperparty ähnliches Konzept durch die Porzellanfabrik Sorau angewandt.

### Weitere Unternehmensentwicklung
Tupperware Brands Corporation war mittlerweile zu einem international tätigen Unternehmen geworden und seit 1962 auch in Deutschland vertreten. Das Unternehmen beschäftigt weltweit rund 12.800 Mitarbeiter, davon etwa 900 in den Vereinigten Staaten. Der Verkauf von Küchen- und Haushaltsartikeln bildet zwar noch das Hauptgeschäft, doch musste Tupperware zwischen 1996 und 2006 in diesem Bereich einen Umsatzeinbruch von bis zu 26 % und einen noch stärkeren Gewinneinbruch hinnehmen. Von seinem Höhepunkt 1996, als das Unternehmen mit dem ausschließlichen Verkauf von Küchen- und Haushaltsartikeln weltweit noch einen Umsatz von 1,369 Milliarden Dollar erwirtschaftete, fiel der weltweite Umsatz in dieser Sparte auf nur noch 1,013 Milliarden Dollar im Jahr 2002. Im Heimatmarkt Nordamerika ging der Umsatz mit Küchen- und Haushaltsartikeln zwischen 2002 und 2006 um fast die Hälfte zurück. In Deutschland musste Tupperware in den Jahren 2005 und 2006 ebenfalls einen Umsatzrückgang von über 20 % hinnehmen.
Angesichts dieser Entwicklung und eines 60-prozentigen Gewinneinbruchs zwischen 1996 und 2000 sah sich Tupperware zu einem Wechsel seiner bisherigen Unternehmensstrategie gezwungen. Die neue Geschäftsstrategie sieht die Erweiterung auf zusätzliche Konsumgüter vor. Diese begann im Oktober 2000 mit der Übernahme des im Kosmetikbereich tätigen Unternehmens BeautiControl Inc., das aber nur einen bescheidenen Beitrag am Umsatz leistete. Mit der Übernahme der Direktvertriebssparte von Sara Lee Corporation vollzog Tupperware im Dezember 2005 einen wichtigen Schritt zum Aufbau seines zweiten Standbeines und änderte zugleich auch seine bisherige Firma von Tupperware Corporation in Tupperware Brands Corporation.
2007 erwirtschaftete das Unternehmen einen Umsatz von 1,87 Milliarden US-Dollar. Der Verkauf von Küchen- und Haushaltsartikeln machte dabei knapp zwei Drittel des Umsatzes aus und erbrachte etwas mehr als die Hälfte des Gewinnes. 2008 konnte der Umsatz auf 2,2 Milliarden Dollar gesteigert werden, wovon 1,5 Milliarden Dollar auf Produkte der Marke Tupperware entfielen.

## Bildergalerie

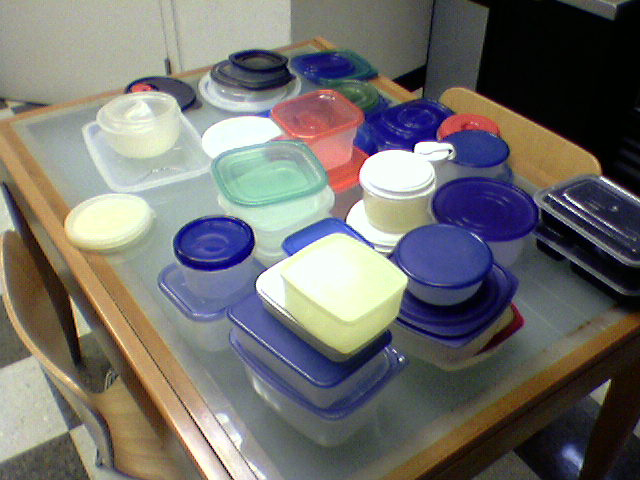
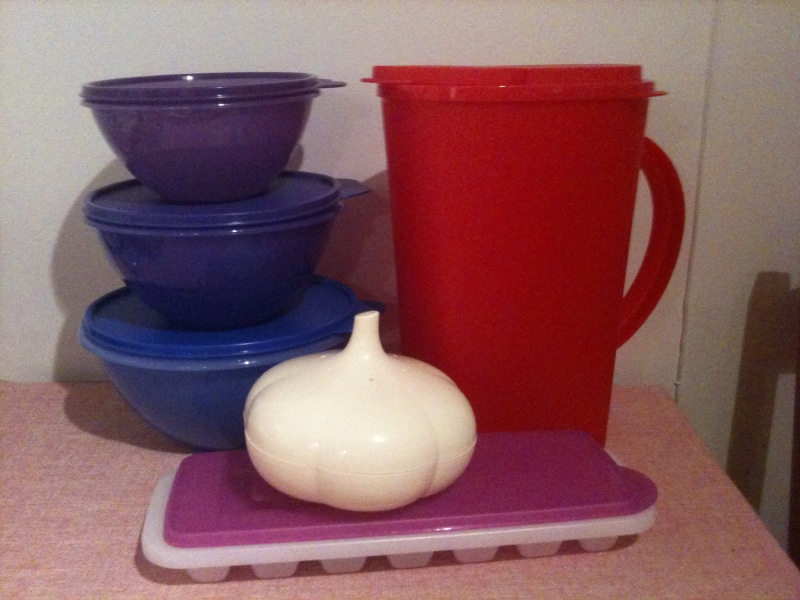
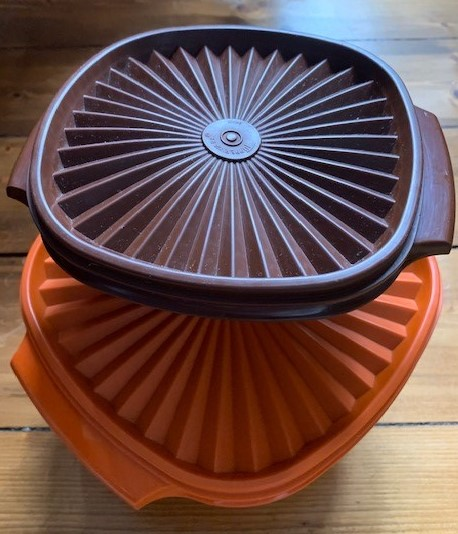
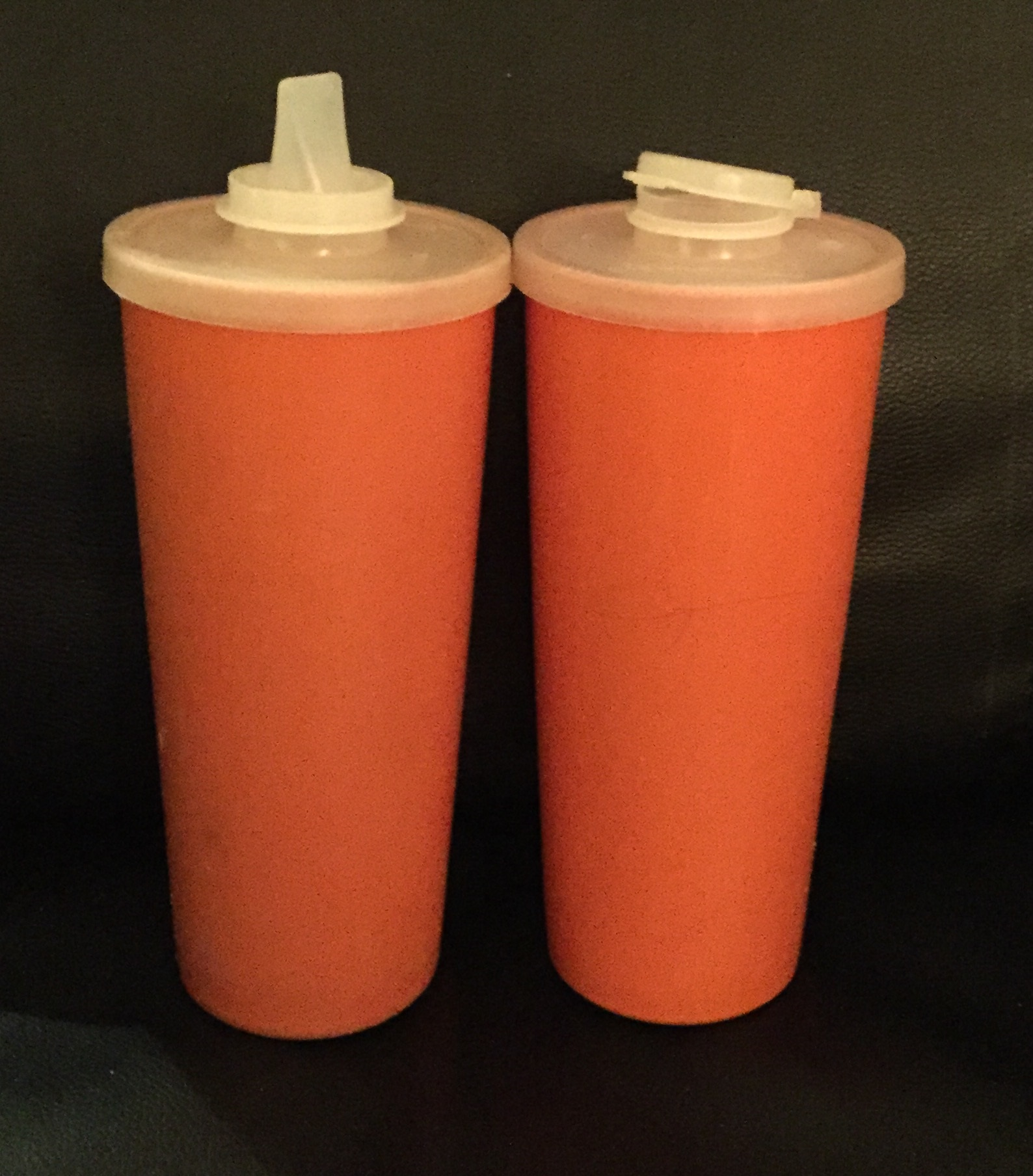
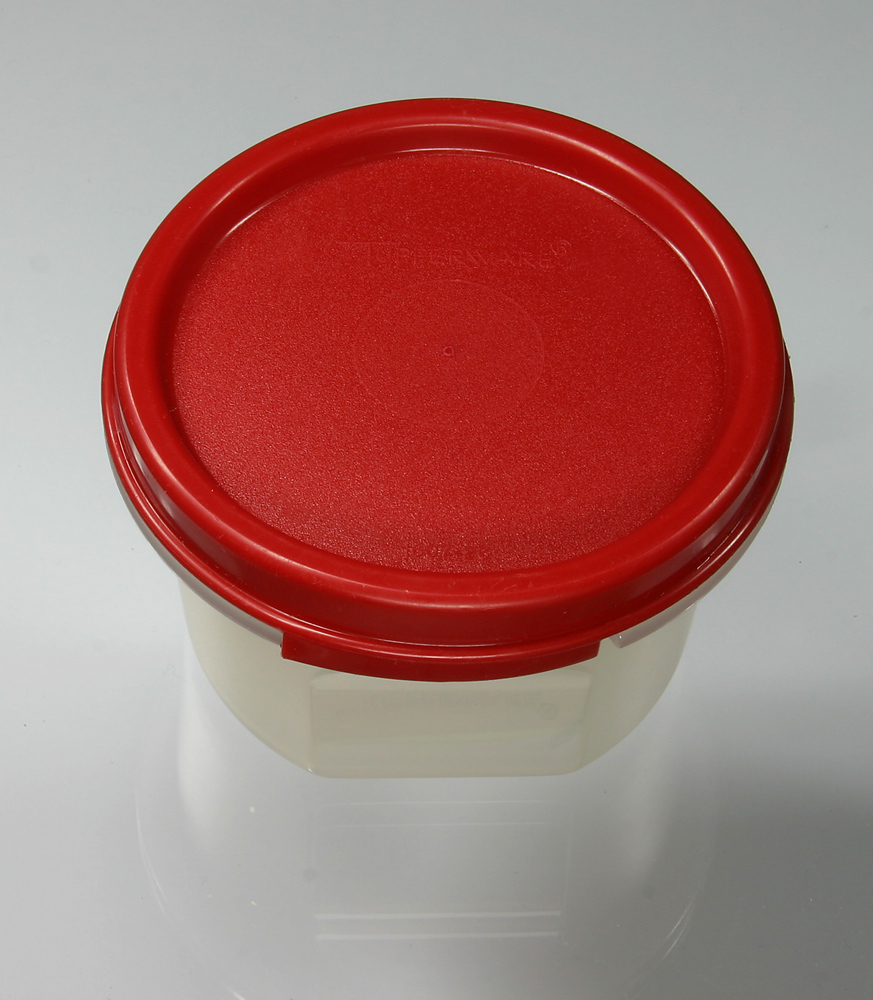

### Niedergang
Die höchsten Umsatzerlöse der Unternehmensgeschichte wurden im Geschäftsjahr 2013 erzielt. Damals wurde mit 13.100 Mitarbeitern ein Umsatz von 2,67 Mrd. US-Dollar erzielt (nach heutiger Kaufkraft rund 3,60 Mrd. US-Dollar). Seither sind die Umsätze fast jedes Jahr gesunken, wenn auch erst nur in geringem Umfang.
Anfang 2020 (kurz vor Beginn der COVID-19-Pandemie) teilte Tupperware einen großen Umsatz- und Gewinneinbruch mit. Am Ostermontag 2023 stürzte die Aktie um fast die Hälfte ab, nachdem das Unternehmen eine Gewinnwarnung abgegeben hatte. Unternehmenschef Miguel Fernandez sprach davon, alles in seiner Macht Stehende zu tun, um eine Insolvenz abzuwenden. Im Juli des Jahres fiel die Aktie auf rund 62 US-Cent. Im August 2023 teilte das Unternehmen mit, sich mit seinen Gläubigern auf eine Restrukturierung seiner Schulden geeinigt zu haben. Anfang September 2023 hatte die Aktie sich auf rund 2,37 Dollar erholt. Von Januar 2023 bis September 2024 wurden laut gerichtlichen Gläubiger-Angaben 67 Millionen Dollar für Restrukturierungsmaßnahmen ausgegeben, bei einem gleichzeitigen Schuldenstand von 818 Millionen Dollar.
Im September 2024 beantragte das Unternehmen in den Vereinigten Staaten ein Insolvenzverfahren gemäß Chapter 11. Als Grund für diese Entwicklung wird angenommen, dass Konkurrenzunternehmen, der Internethandel und nicht zuletzt Essenslieferdienste Tupperware zu schaffen machten und zunehmend das Geschäftsmodell – die Notwendigkeit, große Mengen an Essensresten aufzubewahren – infrage stellten. Am 27. November 2024 meldete die deutsche Tochter Tupperware Deutschland GmbH beim Amtsgericht Frankfurt am Main Insolvenz an. Seit dem 8. Januar 2025 galt die Abwicklung von Tupperware in Deutschland als sicher; der Geschäftsführer für Deutschland hatte sich vergeblich um neue Lizenzverträge von der US-Muttergesellschaft bemüht. Im selben Monat stellte das Unternehmen die Geschäftstätigkeit in Deutschland ein. Für rund 200 Beschäftigte in Deutschland bedeutete dies den Verlust des Arbeitsplatzes, Kunden verloren ihre Garantieansprüche.

## Produkte und Produktion
Tupperware verkauft unter dem Markennamen Tupperware ein breites Sortiment von Küchen- und Haushaltsartikeln sowie Kosmetik- und Körperpflegeprodukte unter den Markennamen Avroy Shlain, BeautiControl, Fuller, NaturCare, Nutrimetics, Nuvo und Swissgarde.
Im Juni 2024 gab Tupperware bekannt, den Standort in Hemingway, South Carolina, das letzte Werk in den USA, zu schließen und die Produktion nach Mexiko zu verlagern. In Europa fertigt Tupperware noch in Belgien, Griechenland und Portugal; ein Werk in Frankreich wurde 2017 geschlossen. Weitere Produktionsstandorte sind China, Brasilien, Indien, Japan, Korea und Südafrika.

## Vertrieb
Tupperware Brands Corporation verkauft die Produkte überwiegend im Direktvertrieb über ein Vertriebssystem, das nach Unternehmensangaben aus rund 1,9 Millionen selbständigen Vertriebspartnern besteht. Davon entfallen knapp 900.000 auf den Bereich Küchen- und Haushaltsartikel und etwas mehr als eine Million auf den Bereich Kosmetik und Körperpflege. In Deutschland gab es im Jahr 2008 rund 60.000–70.000 Beraterinnen, von denen nicht alle aktiv waren, sowie rund 4.000 Gruppenberaterinnen, die einer der bundesweit 159 sogenannten Bezirkshandlungen zugeordnet waren.

### Tupperware-Party

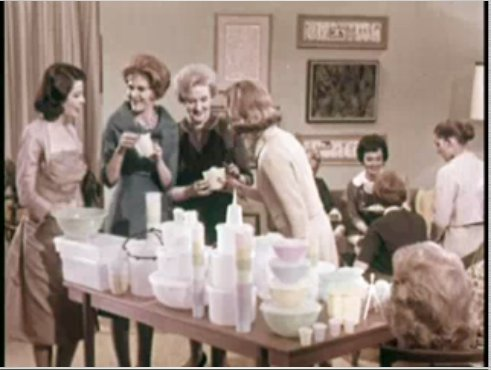
Tupperparty in den 1960er-Jahren

In den Anfangsjahren des Unternehmens wurden die Produkte noch in normalen Haushaltswarengeschäften angeboten. Allerdings verkauften sie sich nicht besonders gut. Zur besseren Vermarktung seines patentierten Sicherheitsverschlusses suchte Tupper nach neuen Vertriebswegen. 1948 wurde er auf Stanley Home Products aufmerksam, ein Vertriebsunternehmen, bei dem zwei Verkäufer, Thomas Damigella und Brownie Wise, beträchtliche Mengen von Tuppers Produkten bei Heimvorführungen verkauften. Zusammen mit ihnen wurde die Idee der „Tupperparty“ entwickelt. Brownie Wise wurde 1951 Verkaufsdirektorin bei Tupperware und als erste Frau auf dem Titelbild der Business Week abgedruckt. 1954 erreichte sie damit einen Jahresumsatz von 25 Millionen Dollar.
Das Konzept sieht vor, persönliche Beziehungen und Freundschaften zu nutzen, um neue Kunden zu gewinnen. An einem Nebenerwerb interessierte Unternehmensfremde stellen ihre Wohnung für eine Verkaufsveranstaltung zur Verfügung, zu der sie Freunde und Bekannte einladen und bewirten. Die Gastgeber erhalten für ihre Mühen eine Entlohnung in Form von Gratis-Produkten, Preisnachlässen oder Bonuspunkten; auch die Gäste erhalten bei einer Bestellung meist ein Gratisprodukt. Bei diesen Veranstaltungen ist ein geschulter Verkäufer anwesend, der die Produkte vorführt und die Bestellungen der Kunden entgegennimmt. Die direkte Ansprache der Bekannten der Gastgeber in Verbindung mit fehlender Vergleichsmöglichkeit zu Konkurrenzprodukten ist ein wichtiger Faktor, um die vergleichsweise teuren Produkte absetzen zu können. Laut Unternehmensangaben fanden im Jahr 2006 weltweit 11,9 Millionen solcher Verkaufsveranstaltungen statt. Sie stellten damit zumindest bis in die frühen 2000er Jahre die wichtigste, wenn auch nicht die einzige Vertriebsform von Tupperware-Produkten dar.
Dieses Vermarktungskonzept steckt jedoch seit Jahren in der Krise, weil es kaum noch die klassischen Hausfrauen gibt, die tagsüber Zeit für eine Tupperparty haben, und über das Internet preisgünstigere Alternativen erhältlich sind.

### Absatzmärkte
Tupperware Brands Corporation vertreibt seine Produkte weltweit in rund 100 Ländern. Rund 84 % des gesamten Umsatzes wird dabei außerhalb der Vereinigten Staaten erzielt. Der größte Absatzmarkt ist Mexiko, wo Tupperware Brands Corporation 2006 mit 370 Millionen US-Dollar über 20 % seines weltweiten Umsatzes erwirtschaftete. Der Grund dafür liegt in der Übernahme der Direktvertriebssparte im Bereich Kosmetik und Körperpflege von Sara Lee Corporation, die in Mexiko bereits zuvor hohe Umsätze erzielt hatte. Zweitgrößter Absatzmarkt sind die Vereinigten Staaten mit 285 Millionen US-Dollar und 16 % Umsatzanteil, gefolgt von Deutschland mit 198 Millionen US-Dollar und 11 % Umsatzanteil.

## Direktvertrieb
Der Direktvertrieb über ein Netz von „selbständigen“, auf Provisionsbasis bezahlten Vertriebspartnern – Netzwerk-Marketing, Strukturvertrieb oder auch Multi-Level-Marketing genannt – wird oft kritisch betrachtet. Eine Form der Kritik richtet sich gegen die Organisationsform an sich, also gegen das Netzwerk-Marketing, wo Mitgliedern hohe Provisionen auf die Umsätze der von ihnen angeworbenen Mitglieder versprochen werden.
Ein zweiter Kritikpunkt richtet sich gegen jede Form des Direktvertriebs. Wie bei vielen Unternehmen, die auf Basis dieses Vertriebssystems arbeiten, ist auch das Vertriebsnetz von Tupperware stark aufgebläht und damit höchst ineffizient und administrativ sehr kostspielig, was sich auch in den oft als hoch bezeichneten Verkaufspreisen niederschlägt. Der durchschnittliche pro Berater erzielte Verkaufserlös beträgt lediglich 900 Dollar im Jahr. Die Provisionskosten für die rund 1,9 Millionen Vertriebspartner, die nichts anderes als Marketingkosten darstellen, betragen etwa 25 % des Umsatzes. Die gesamten Vertriebs- und Verwaltungskosten verschlingen 56 % der gesamten Verkaufserlöse von Tupperware. Das ist wesentlich mehr als bei anderen Konsumgüterunternehmen.
Ein dritter Kritikpunkt ist die Pflicht zum Kauf eines rund 70 bis 100 Dollar teuren Startersets, um als Tupperware-Berater tätig zu sein. Zudem birgt das Konzept der „selbständigen“ Vertriebspartner auch ein soziales Risiko (siehe dazu den Hauptartikel Netzwerk-Marketing). In Deutschland wird die Starterausrüstung mit einem Verkaufswert von 195 Euro auf die erwirtschafteten Gewinne der Tupperpartys innerhalb der ersten 13 Wochen angerechnet. In diesem Zeitraum können sich die Vertriebspartner überlegen, ob sie diese Tätigkeit ausführen möchten oder nicht. Die Rückgabe des Startersets wird dabei auch ohne weitere Kosten ermöglicht.
Laut eigenen Angaben sollen im Jahr 2006 allein für Tupperware-Küchen- und Haushaltsartikel weltweit 11,9 Millionen Tupperware-Partys stattgefunden haben. Tupperware wirbt damit, dass weltweit alle 2,5 Sekunden eine solche Verkaufsveranstaltung stattfindet. Die Aussagekraft dieser Zahl wird allerdings stark kritisiert, da diese nichts über den tatsächlichen Verkaufserfolg verrät. So erwirtschaftete Tupperware 2006 in der Sparte Küchen- und Haushaltsartikel einen weltweiten Umsatz von rund einer Milliarde US-Dollar, was pro Verkaufsveranstaltung nur einen durchschnittlichen Umsatz von 84 US-Dollar ergibt und somit den Erfolg dieser Verkaufsveranstaltungen deutlich relativiert. Eine ähnliche Größenordnung ergibt sich auch in Deutschland, wo Tupperware die Zahl der im Jahr 2006 durchgeführten Tupperpartys mit 1,5 Millionen angibt, an denen insgesamt über 14 Millionen Gäste teilgenommen haben sollen. Laut offiziellem Geschäftsbericht erwirtschaftete Tupperware in Deutschland einen Umsatz von 198 Millionen US-Dollar, was pro Tupperparty im Durchschnitt 132 Dollar und damit 14 Dollar pro Gast entspricht. Der durchschnittliche Umsatz pro Tupperware-Party liegt tatsächlich um einiges niedriger, da nicht der gesamte Unternehmensumsatz über solche Verkaufsveranstaltungen erwirtschaftet wird.
Für Deutschland kann von einer durchschnittlichen Monatsprovision von 100 US-Dollar ausgegangen werden, wobei viele Beraterinnen nicht jede Woche eine Verkaufsparty abhielten. Im Rahmen einer empirischen Studie zu Tupperware Deutschland zeigte sich, dass „Spitzenkräfte“ zwar eine Wochenprovision von 800 Euro (brutto) erreichen können, aber nur rund 1–3 % der Mitglieder je einen solchen Wert erlangen.

## Radiofeature
- Walter Filz: Reihe: Wirklichkeit im Radio – Ach, wär die Welt doch ganz vertuppert … In: www.hoerspielundfeature.de. Deutschlandsender Kultur/ORB, 1993, abgerufen am 28. Mai 2022 (mit: Hans-Joachim Thieme, Thomas Vogt, Manfred Wagner, Josephine Larsson, Martina Müller-Wallraf und Walter Filz).
- Who Killed Tupper – Aufstieg und Fall einer Dose, Deutschlandfunk Kultur 2025